# Munna affinis
Munna affinis är en kräftdjursart som beskrevs av Nordenstam 1933. Munna affinis ingår i släktet Munna och familjen Munnidae. Inga underarter finns listade i Catalogue of Life.